# Zygoballus sexpunctatus
Zygoballus sexpunctatus es una especie de araña saltadora que habita en el sureste de Estados Unidos, donde puede encontrarse en diversos hábitats cubiertos de hierba. La araña adulta mide entre 3 y 4,5 mm de longitud. El cefalotórax y el abdomen son de color bronce a negro, con patas de color marrón rojizo o amarillento. El macho tiene unos característicos quelíceros agrandados (las piezas bucales utilizadas para agarrar a la presa) y fémures delanteros (el tercer segmento de las patas, que suele ser el más grande). Como muchas arañas saltadoras, los machos de Z. sexpunctatus muestran un cortejo ritual y un comportamiento agonístico.

## Etimología
El nombre específico deriva del latín sex, que significa «seis», y punctum, que significa «mancha», en referencia a las seis manchas que suelen aparecer en el abdomen del macho.

## Historia y taxonomía

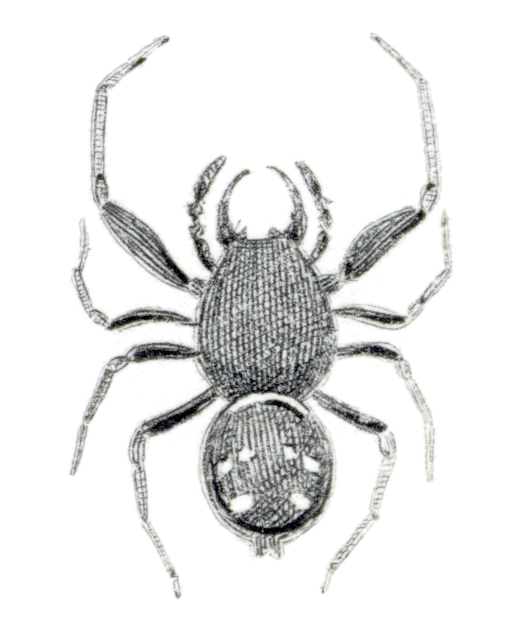
La figura original de Hentz de un macho

La especie fue descrita por primera vez por el entomólogo Nicholas Marcellus Hentz en 1845 en el Boston Journal of Natural History. Hentz denominó a la especie Attus sexpunctatus y la describió como sigue:

Negro; cefalotórax con los dos ojos posteriores cerca de la base, que es ancha y repentinamente inclinada casi en ángulo recto con la superficie superior; quelíceros con un fuerte diente interior y un colmillo largo y curvado; abdomen con seis puntos y una línea delante, blancos; pies, 1. 4. 2. 3., el primer par con muslos agrandados y bastante largos

Hentz clasificó a A. sexpunctatus en el grupo subgenérico Pugnatoriae, que consistía en arañas saltadoras cuyo primer par de patas era el más largo, seguido del cuarto par. En 1888, con el reconocimiento de Zygoballus como género independiente, los aracnólogos americanos George y Elizabeth Peckham rebautizaron a la araña como Zygoballus sexpunctatus. Hay especímenes de Z. sexpunctatus en el Museo de Zoología Comparada, el Museo Británico, el Museo Público de Milwaukee, el Museo Americano de Historia Natural y el Museo Nacional de Historia Natural. No se conocen especímenes tipo.
El género Zygoballus contiene aproximadamente veinte especies distribuidas desde Estados Unidos hasta Argentina. Zygoballus se clasifica en la subfamilia Salticinae de la familia Salticidae (arañas saltadoras).

## Descripción

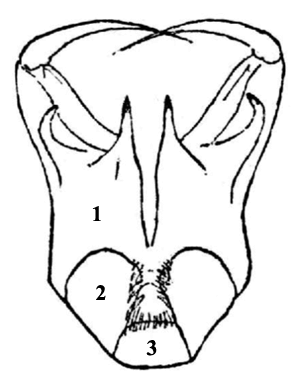
Partes bucales del macho (vista ventral): 1 = quelíceros, 2 = maxilares, 3 = labio

Según el aracnólogo B. J. Kaston, las hembras adultas tienen una longitud corporal de 3,5 a 4,5 mm, mientras que los machos miden de 3 a 3,5 mm. Sin embargo, la descripción anterior de los Peckham da una longitud de 3 mm para las hembras y de 3 a 4,5 mm para los machos.
El cefalotórax de Z. sexpunctatus es de color bronce a negro. Como todas las arañas Zygoballus, el cefalotórax tiene forma de caja, siendo más ancho en los ojos laterales posteriores. Numerosas escamas blancas o azul pálido cubren el clípeo («cara») y los quelíceros.  Esta cubierta se extiende alrededor de los lados del caparazón, terminando más allá de los ojos medianos posteriores. En los machos, el labio es dos quintos tan largo como los maxilares, y tan ancho como largo. Los quelíceros de los machos son muy grandes y están orientados oblicuamente, con cada quelícero con un diente interno prominente y un colmillo largo y curvo.
Las patas son de color marrón rojizo, o a veces amarillento: con los fémures del par anterior (primero) más oscuros y agrandados, especialmente en el macho. Las patas anteriores tienen tres pares de espinas largas en la superficie ventral de la tibia y dos pares de espinas en el metatarso. Los Peckham dan las siguientes medidas para la longitud de las patas de un espécimen macho, empezando por el par anterior: 3,7 mm, 2,2 mm, 2 mm, 3 mm 3,7 mm, 2,2 mm, 2 mm, 3 mm. En las hembras, el cuarto par de patas es el más largo. El pedipalpo del macho tiene una sola apófisis tibial que se estrecha gradualmente.

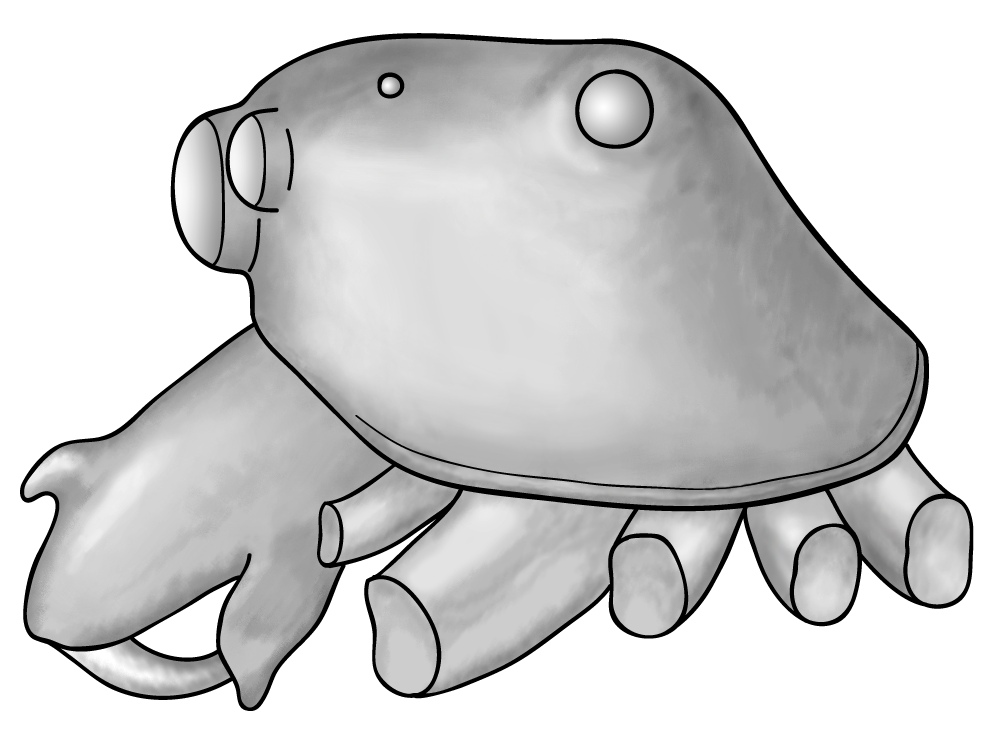
Caparazón y quelíceros del macho (vista lateral)

El abdomen es de color bronce a negro con una banda basal blanca y dos bandas transversales blancas. Las bandas transversales a menudo se rompen para formar seis manchas. Sin embargo, pueden faltar algunas o todas estas manchas.
Zygoballus sexpunctatus es similar en apariencia a Zygoballus rufipes, con quien su área de distribución se solapa. El macho puede distinguirse de Z. rufipes por la gran mancha de escamas blancas al principio de la vertiente torácica (que falta en Z. rufipes), y por la forma del bulbo palpal. La hembra puede distinguirse mejor por la forma del epígino (la estructura genital externa).

## Hábitat y distribución
El área de distribución de la especie se extiende desde Nueva Jersey hasta Florida y al oeste hasta Texas, aunque es más común encontrarla en los estados del sur. Hentz recolectó su espécimen original en Carolina del Norte. En 1909, los Peckham informaron de que la especie había sido recolectada en Carolina del Norte, Florida, Texas, Luisiana y Misisipi.  Un estudio de siete años sobre especies de arañas en el oeste de Mississippi reportó la abundancia de Z. sexpunctatus como «poco común». Un estudio de un año en el condado de Alachua, Florida, reportó la especie como «rara».
Se han recolectado especímenes de varios ecosistemas, incluyendo campos viejos, bosques de terrazas fluviales, bosques planos, matorrales de pino de arena de Florida, bosques de pino de tala, baldosas de hierba de los Apalaches, y arrozales.  Robert y Betty Barnes informaron de la presencia de la especie en campos de broomsedge en todo el sudeste del Piamonte. La especie se encuentra normalmente en el estrato herbáceo (entre gramíneas y otras plantas cortas) y puede recolectarse con una red de barrido.

## Comportamiento

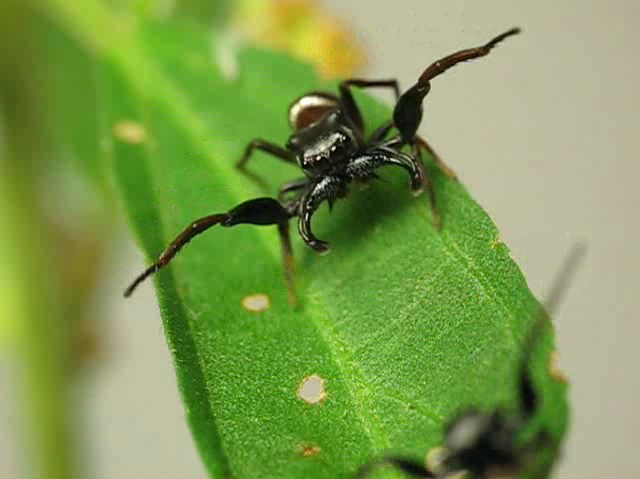
Comportamiento agonístico ritualizado entre machos de Z. sexpunctatus.

Se sabe que los machos de la araña Zygoballus sexpunctatus exhiben elaboradas muestras de cortejo. Cuando un macho se acerca a una hembra, normalmente levanta y extiende el primer par de patas y hace vibrar su abdomen. Si la hembra está receptiva, a menudo también hace vibrar su abdomen. Los patrones específicos de comportamiento de cortejo, sin embargo, varían entre individuos.
Los machos de Z. sexpunctatus exhiben un comportamiento agonístico ritualizado cuando se encuentran con otros machos de la misma especie. Este comportamiento puede incluir muchos de los mismos elementos que el cortejo, como levantar y extender el primer par de patas y hacer vibrar el abdomen. Durante la exhibición agonística, los machos también extenderán sus pedipalpos y colmillos. Sin embargo, los ataques letales entre machos parecen ser raros.

## Alimentación y ecología
Como la mayoría de las arañas, Zygoballus sexpunctatus es oportunista y se alimenta de una amplia gama de presas invertebradas. La dieta de esta araña suele incluir pequeños insectos como pulgones y orugas jóvenes. También se sabe que come mosquitos y numerosos tipos de arañas pequeñas.
Se ha demostrado que las avispas del fango, que capturan y paralizan arañas como fuente de alimento para sus larvas, se alimentan tanto de machos como de hembras de Z. sexpunctatus.

## Ciclo de vida
En un estudio sobre poblaciones de arañas en el oeste de Tennessee, se informó de que las crías de Zygoballus sexpunctatus salían de los sacos de huevos a mediados de verano. Las arañas hibernaron durante el invierno en una forma inmadura y alcanzaron la madurez sexual hacia finales de abril.